# Mauricio en los Juegos Olímpicos de París 2024
Mauricio estuvo representado en los Juegos Olímpicos de París 2024 por trece deportistas, siete hombres y seis mujeres, que compitieron en siete deportes.
Los portadores de la bandera en la ceremonia de apertura fueron el triatleta Jean Gaël Laurent L'Entete y la ciclista Aurelie Halbwachs. El equipo olímpico mauriciano no obtuvo ninguna medalla en estos Juegos.